# Anna Gomis
Anna Gomis (Tourcoing, 6 de octubre de 1973) es una deportista francesa que compitió en lucha libre.
Participó en los Juegos Olímpicos de Atenas 2004, obteniendo una medalla de bronce en la categoría de 55 kg. Ganó 8 medallas en el Campeonato Mundial de Lucha entre los años 1993 y 2010, y 9 medallas en el Campeonato Europeo de Lucha entre los años 1993 y 2007.

## Palmarés internacional
| Juegos Olímpicos   | Juegos Olímpicos           | Juegos Olímpicos  | Juegos Olímpicos |
| Año                | Lugar                      | Medalla           | Categoría        |
| ------------------ | -------------------------- | ----------------- | ---------------- |
| 2004               | Atenas (Grecia)            | Medalla de bronce | 55 kg            |
| Campeonato Mundial |                            |                   |                  |
| Año                | Lugar                      | Medalla           | Categoría        |
| 1993               | Stavern (Noruega)          | Medalla de oro    | 50 kg            |
| 1994               | Sofía (Bulgaria)           | Medalla de plata  | 50 kg            |
| 1995               | Moscú (Rusia)              | Medalla de bronce | 57 kg            |
| 1996               | Sofía (Bulgaria)           | Medalla de oro    | 53 kg            |
| 1997               | Clermont-Ferrand (Francia) | Medalla de oro    | 56 kg            |
| 1998               | Poznań (Polonia)           | Medalla de plata  | 56 kg            |
| 1999               | Boden (Suecia)             | Medalla de oro    | 56 kg            |
| 2010               | Moscú (Rusia)              | Medalla de bronce | 55 kg            |
| Campeonato Europeo |                            |                   |                  |
| Año                | Lugar                      | Medalla           | Categoría        |
| 1993               | Ivánovo (Rusia)            | Medalla de bronce | 50 kg            |
| 1996               | Oslo (Noruega)             | Medalla de oro    | 53 kg            |
| 1997               | Varsovia (Polonia)         | Medalla de oro    | 56 kg            |
| 1998               | Bratislava (Eslovaquia)    | Medalla de oro    | 56 kg            |
| 1999               | Götzis (Austria)           | Medalla de oro    | 56 kg            |
| 2000               | Budapest (Hungría)         | Medalla de bronce | 56 kg            |
| 2005               | Varna (Bulgaria)           | Medalla de plata  | 55 kg            |
| 2006               | Moscú (Rusia)              | Medalla de bronce | 55 kg            |
| 2007               | Sofía (Bulgaria)           | Medalla de bronce | 55 kg            |